# Orlando
Orlando – miasto leżące w regionie usianym jeziorami, w południowej części Stanów Zjednoczonych, w stanie Floryda, siedziba hrabstwa Orange. Według spisu z 2020 roku liczy 307,6 tys. mieszkańców i jest czwartym co do wielkości miastem Florydy. Obszar metropolitalny Orlando–Kissimmee–Sanford obejmuje 2,7 mln mieszkańców.

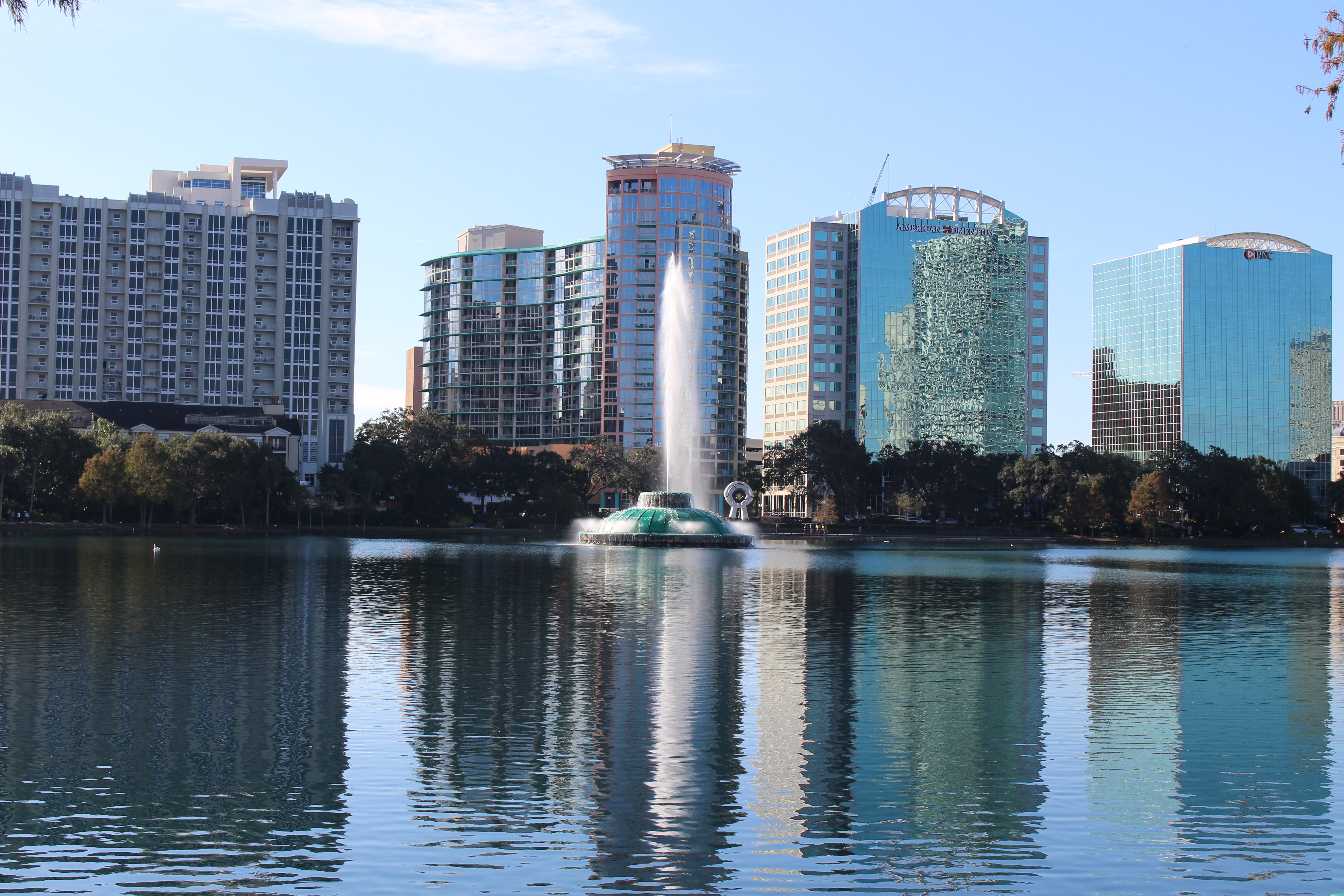
Orlando nad jeziorem Eola.

Ważny ośrodek wypoczynkowy i turystyczny przyciągający rokrocznie dziesiątki milionów turystów. Do najważniejszych obiektów turystycznych należą: Walt Disney World, SeaWorld Orlando, Universal Orlando i Centrum Kosmiczne Johna F. Kennedy’ego.
Obszar metropolitalny Orlando ma więcej pokoi hotelowych niż jakiekolwiek inne miasto w kraju, wyprzedzając takie metropolie jak Los Angeles, Chicago i Nowy Jork.

## Gospodarka
W mieście rozwinął się przemysł spożywczy, lotniczy, elektroniczny, chemiczny, materiałów budowlanych oraz szklarski.

## Historia
Osadnictwo rozpoczęło się około 1843 roku wokół posterunku armii amerykańskiej – Fort Gatlin. Miasto początkowo nazwane Jernigan od Aarona Jernigana, wczesnego osadnika, w 1857 roku zostało przemianowane na cześć wartownika armii zabitego podczas wojen seminolskich – Orlanda Reevesa.
Przed wojną secesyjną obszar ten był ośrodkiem uprawy bawełny i hodowli bydła. Po wojnie najważniejszą gałęzią przemysłu stały się cytrusy. W 1880 roku założono linię kolejową South Florida Railroad, która w 1883 roku została przedłużona do Tampy. W 1971 roku otworzono Walt Disney World.

## Demografia
Według danych z 2019 roku 67,1% mieszkańców stanowiła ludność biała (37,2% nie licząc Latynosów), 21,5% to Afroamerykanie, 3,2% to Azjaci, 3,2% miało rasę mieszaną, 0,3% to rdzenna ludność Ameryki i 0,02% to Hawajczycy i mieszkańcy innych wysp Pacyfiku. Latynosi stanowili 37% ludności miasta.
Poza osobami pochodzenia afroamerykańskiego, do największych grup należą osoby pochodzenia portorykańskiego (18,8%), „amerykańskiego” (7,5%), niemieckiego (6,1%), angielskiego (5,6%), irlandzkiego (5,4%), włoskiego (4,3%), wenezuelskiego (3,7%), haitańskiego (3,5%), kubańskiego (3,1%) i kolumbijskiego (3%).
Według danych za lata 2010–2015, 65,6% populacji w wieku powyżej 5 lat mówi w domu po angielsku, 24,6% po hiszpańsku, 2,6% kreolskim francuskim, 1,8% portugalskim, 0,55% arabskim, 0,55% wietnamskim, 0,47% chińskim i 0,43% francuskim.

## Religia

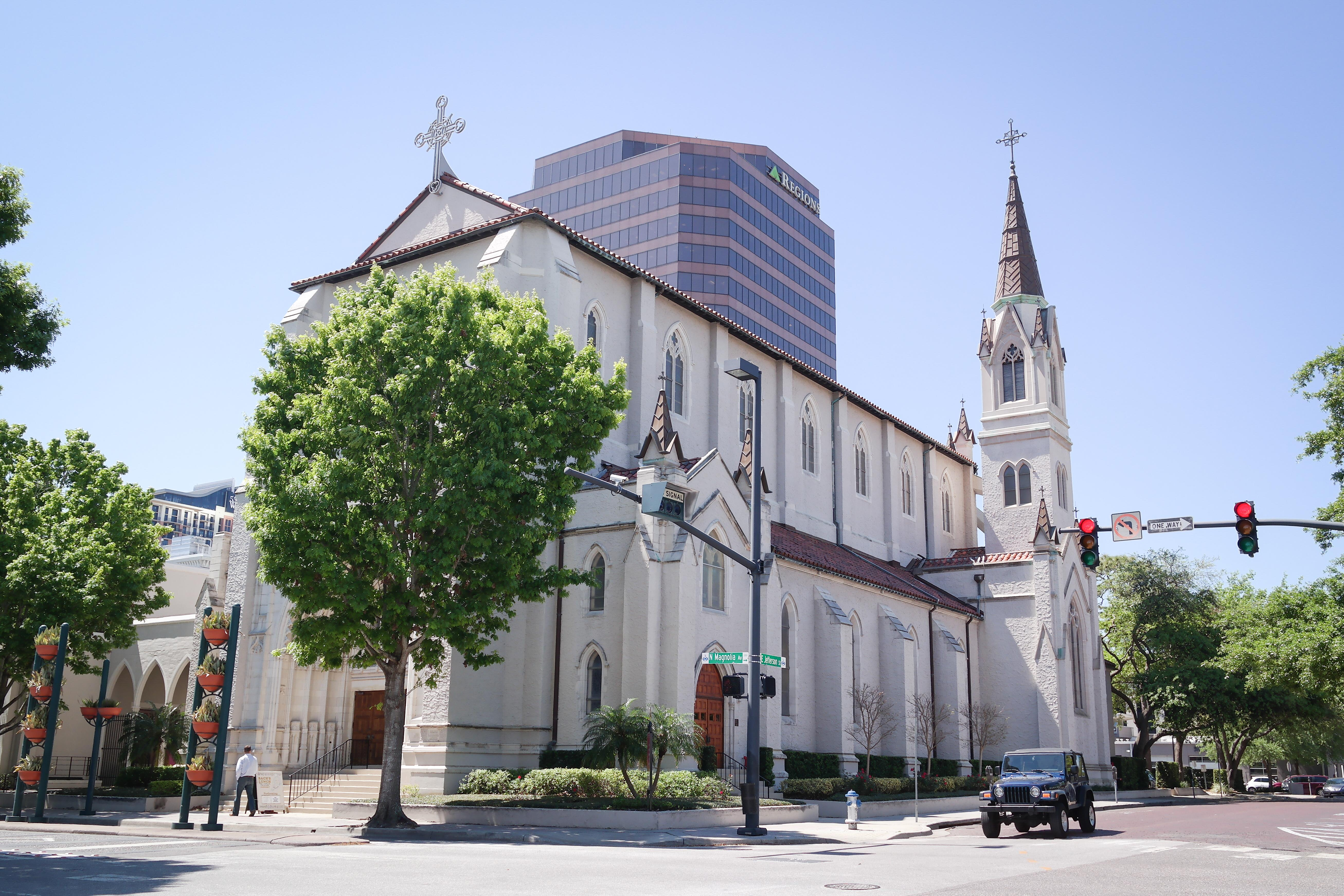
Kościół katedralny św. Łukasza należący do Kościoła Episkopalnego.

W 2020 roku największymi grupami religijnymi w aglomeracji były:
- Kościół katolicki – 470,7 tys. członków w 43 parafiach,
- lokalne bezdenominacyjne zbory ewangelikalne – 297,5 tys. członków w 442 zborach,
- Południowa Konwencja Baptystyczna – 103,8 tys. członków w 237 zborach,
- Kościoły zielonoświątkowe (w większości Zbory Boże) – ponad 80 tys. członków w 277 zborach,
- Narodowa Misyjna Konwencja Baptystyczna – 42,7 tys. członków w 56 zborach,
- świadkowie Jehowy – 39,8 tys. członków w 143 zborach,
- Zjednoczony Kościół Metodystyczny – 37,1 tys. członków w 48 kościołach,
- Kościół Adwentystów Dnia Siódmego – 34,5 tys. członków w 77 zborach,
- społeczność muzułmańska – 33,7 tys. wyznawców w 35 meczetach.

## Uczelnie
- University of Central Florida (1963)
- Valencia Community College (1967)

## Sport
Funkcjonujące w mieście drużyny:
- Orlando Titans – drużyna lacrosse grająca w lidze National Lacrosse League
- Orlando Magic – drużyna koszykówki grająca w lidze NBA
- Orlando Solar Bears – klub hokeja na lodzie
- Orlando City SC – drużyna piłki nożnej grająca w Major League Soccer

## Zamachy z czerwca 2016
10 czerwca 2016 w sali koncertowej „The Plaza Live” 22-letnia piosenkarka Christina Grimmie została zastrzelona po swoim koncercie.
12 czerwca 2016 miała miejsce strzelanina w gejowskim klubie nocnym w Orlando dokonana przez Omara Mateena. Zamachowiec zabił 49 osób, a 53 zostały ranne.

## Miasta partnerskie
- Anaheim
- Kurytyba
- Guilin
- Monterrey
- Orenburg
- Reykjanesbær
- Sekwana i Marna
- Tainan
- Urayasu
- Valladolid
- Kirjat Mockin
- Santa Fe